# گوردون هیوارد
گوردون هیوارد (انگلیسی: Gordon Hayward؛ زادهٔ ۲۳ مارس ۱۹۹۰) یک بازیکن بسکتبال اهل ایالات متحده آمریکا است که در تیم شارلوت هورنتس بازی میکند.
از باشگاه‌هایی که در آن بازی کرده‌است می‌توان به یوتا جاز و بوستون سلتیکس  اشاره کرد.